# Ербах (Гомбург)
Ербах (нім. Erbach) — район німецького міста Гомбурга у федеральній землі Заарланд, знаходиться на півдні міста.
У 2008 року населення Ербаху становило 13 024 людини. У цьому районі знаходяться численні промислові підприємства, як наприклад Bosch (три фабрики), група Michelin, INA-Schaeffler та інші. Це призвело до того, що у Ербаху співвідношення кількості працьовитих місць на кількість мешканців вище, ніж у інших районах цього міста. Цікавий факт той, що після розпаду Радянського Союзу численність населення Ербаху зросла на рахунок мігрантів з Росії та Казахстану. Сьогодні мешкає у цьому районі велика діаспора російськомовних. Саме тому у цьому районі відкрили магазин з продуктами зі колишнього Радянського Союзу.